# Castellum aquae

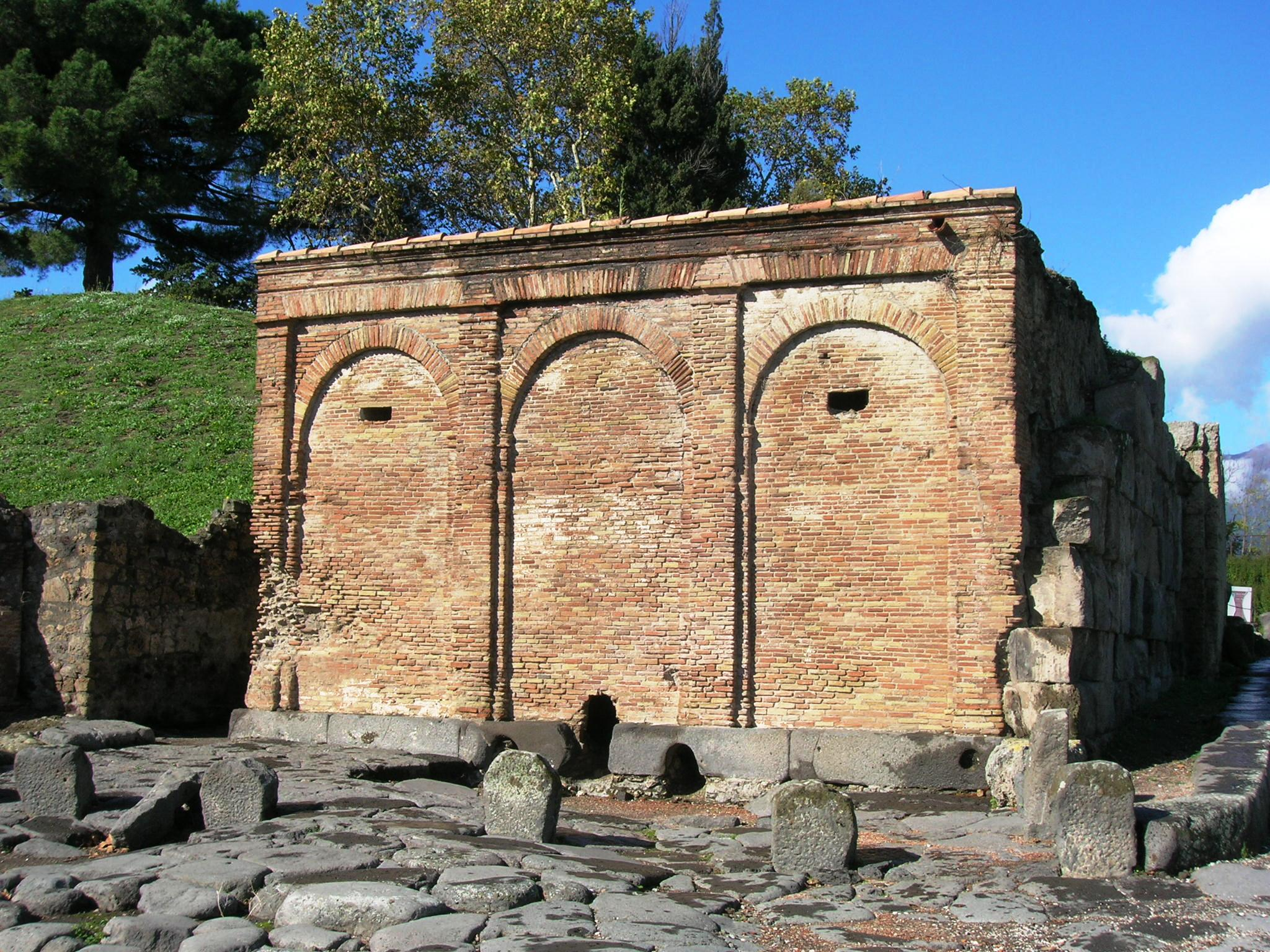
Exterior del castellum aquae de Pompeya.

Un castellum aquae (en latín "castillo de agua") es un depósito de agua situado en la parte más alta de la ciudad, que recibía el agua de un acueducto y lo distribuía a la red de aprovisionamiento. 

## Pompeya

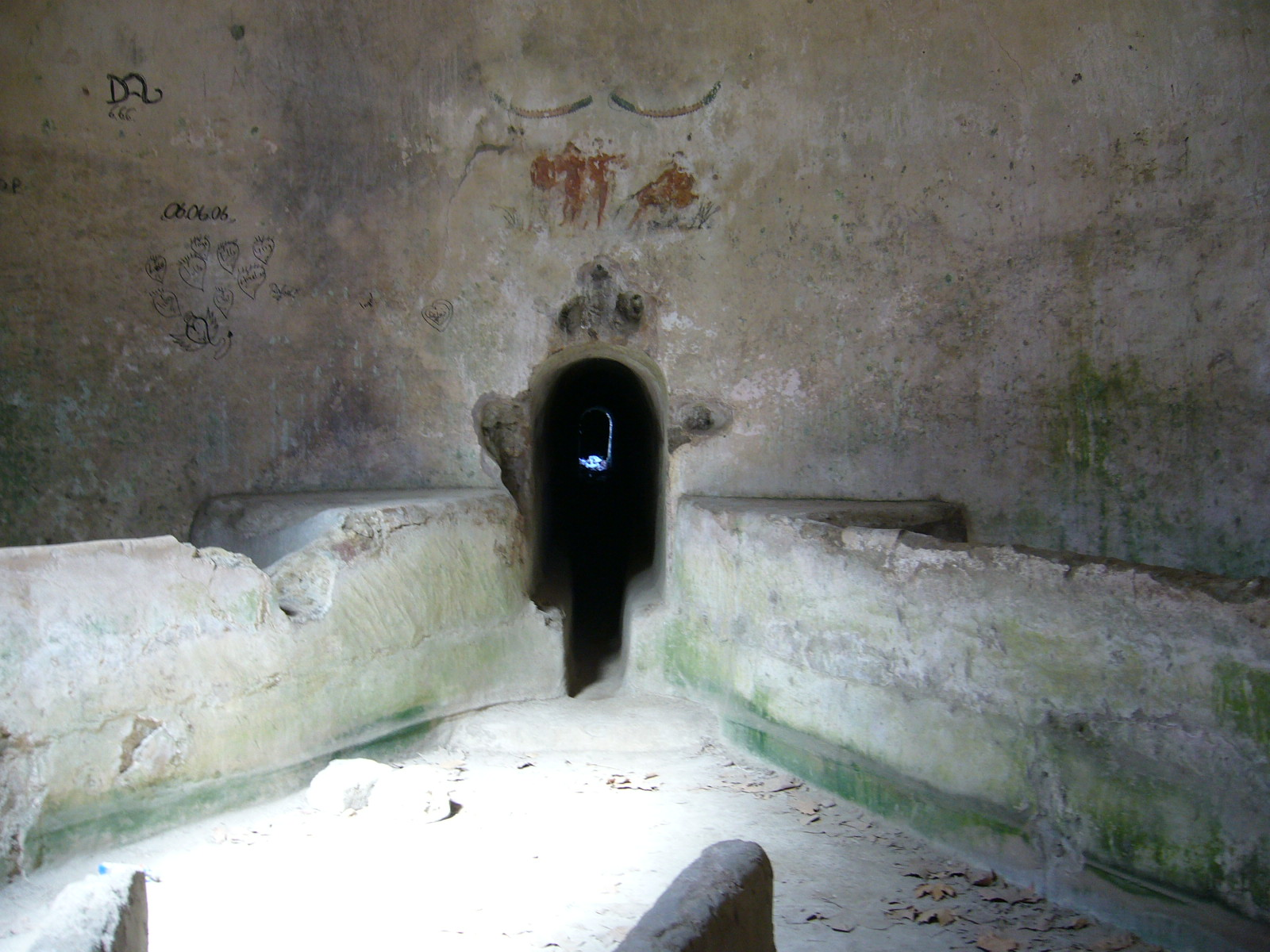
Interior del mismo.

Uno de los mejor conservados es el castellum aquae de Pompeya, situado cerca de la Puerta del Vesubio. Recibía el agua del acueducto de Serino. Tenía planta circular y una bóveda de 6 m de diámetro; al exterior tenía planta trapezoidal. La cisterna estaba dividida en tres compartimentos, cada uno de los cuales surtía una red de agua: la de las fuentes, la de los edificios públicos y la de las casas particulares. El único rasgo artístico del edificio consistía en un fresco situado en la pared norte que representaba ninfas y divinidades fluviales.

## Itálica
En el conjunto arqueológico de Itálica podemos encontrar los vestigios del castelum más grande del imperio Romano de occidente. Con 5 m. de altura interior y 28,4 x 14,55 m. de planta, tuvo una capacidad de unos 900.000 litros.

#### Procedencia
Los acueductos conducían el agua de los manantiales y ríos hasta la ciudad, más concretamente, hasta cisternas de gran capacidad donde era embalsada y distribuida a diversos puntos estratégicos.
Aunque es segura la existencia de otros depósitos de agua en Itálica, actualmente sólo conocemos la cisterna -"castellum aquae"- que se construye en el contexto de la urbanización adrianea, intramuros y al suroeste de las termas mayores.

#### Descripción Técnica
La cisterna está conformada por tres naves paralelas comunicadas y cubiertas con bóvedas de cañón. Fue construida con hormigón -"opus caementicium"- careado con ladrillos y revestido en su interior con mortero hidraúlico -"opus signinum". 
Estos depósitos principales estaban conectados a otros menores, que desempeñaban el papel de distribuidores. Los distribuidores, manejados por operarios, regulaban el flujo y enviaban el agua a los edificios de destino, según sus necesidades particulares, a través de una serie de tubos de plomo -"fistulae"-. Era un sistema eficaz -depósitos de decantación, compuertas, llaves combinadas- controlado por un nutrido cuerpo de operarios especializados.

El acueducto de Itálica pasaba a pocos metros al suroeste de la cisterna y antes de continuar hacia el área meridional de la ampliación adrianea derivaba parte de su caudal hasta el depósito. Del flanco oriental de este depósito partía una conducción que mandaba el agua directamente hasta las vecinas termas, y otra de su lado menor septentrional para alcanzar un punto, quizá un "castellum" de distribución, en la dirección del anfiteatro.
- Wikimedia Commons alberga una galería multimedia sobre Castellum aquae.